# Amblyomma nuttalli
Amblyomma nuttalli (лат.) — вид клещей из семейства иксодовых (Ixodidae).

## Распространение
Вид клещей широко распространен на африканском континенте: Сенегал, Гвинея-Бисау, Гвинея, Сьерра-Леоне, Кот-д'Ивуар, Гана, Бенин, Нигер, Чад, Судан, Нигерия, Камерун, Центральноафриканская Республика, Демократическая Республика Конго, Уганда, Кения, Ангола, Малави, Танзания, Зимбабве, Мозамбик и ЮАР.
Пять экземпляров A. nuttalli были переданы из Ганы в Польшу на степных варанах (V. exanthematicus). Эти рептилии были предназначены для продажи и частного террариума.

## Экология
Список хозяев А. nuttalli разнообразен, и включает рептилий, птиц и млекопитающих. А. nuttalli питается чаще всего на рептилий, прежде всего, на черепахах (Testudinidae), варанах (Varanidae), на змеях семейства гадюковых (Viperidae). Реже встречается на представителях рода ложноглазок (Pleurodina), семейств Agamidae и Boidae.
Среди млекопитающих также есть виды, являющиеся хозяевами для А. nuttalli: насекомоядные, приматы, грызуны, парнокопытные и хищные.
Есть сведения о нападении этих клещей на человека и домашних животных (собак и кошек).

## Эпидемиологическое значение
Установлено, что А. nuttalli может передавать Coxiella burnetii.